# دوليس هيل (محطة مترو أنفاق لندن)
دوليس هيل (بالإنجليزية: Dollis Hill)‏ هي إحدى محطات مترو أنفاق لندن. تقع على خط جوبيلي أفتتحت في المنطقة (Zone) رقم 3 أفتتحت في 01 أكتوبر 1909.